# Jomala
Jomala è un comune finlandese di 5610 abitanti, situato nella regione delle isole Åland.

## Località
Il comune è formato dalle seguenti località:
Andersböle, Björsby, Buskböle, Dalkarby, Djurvik, Gottby, Gölby, Hammarudda, Hinderböle, Ingby, Jomalaby, Karrböle, Kila, Kungsöby, Möckelby, Möckelö, Norrsunda, Rasmansböle, Ringsböle, Sviby, Södersunda, Torp, Ulvsby, Vargsunda, Västansunda, Västerkalmar, Ytterby, Ytternäs, Ödanböle, Önningeby, Österkalmar, Överby.

## Società

### Lingue e dialetti
Lo svedese è l'unica lingua ufficiale di Jomala; 9,3% parlano altre lingue, compreso il finlandese (4,8%). 
| %     | Ripartizione linguistica (gruppi principali) |
| ----- | -------------------------------------------- |
| 90,6% | madrelingua svedese                          |
| 4,8%  | madrelingua finlandese                       |